# Schüsse von Ådalen

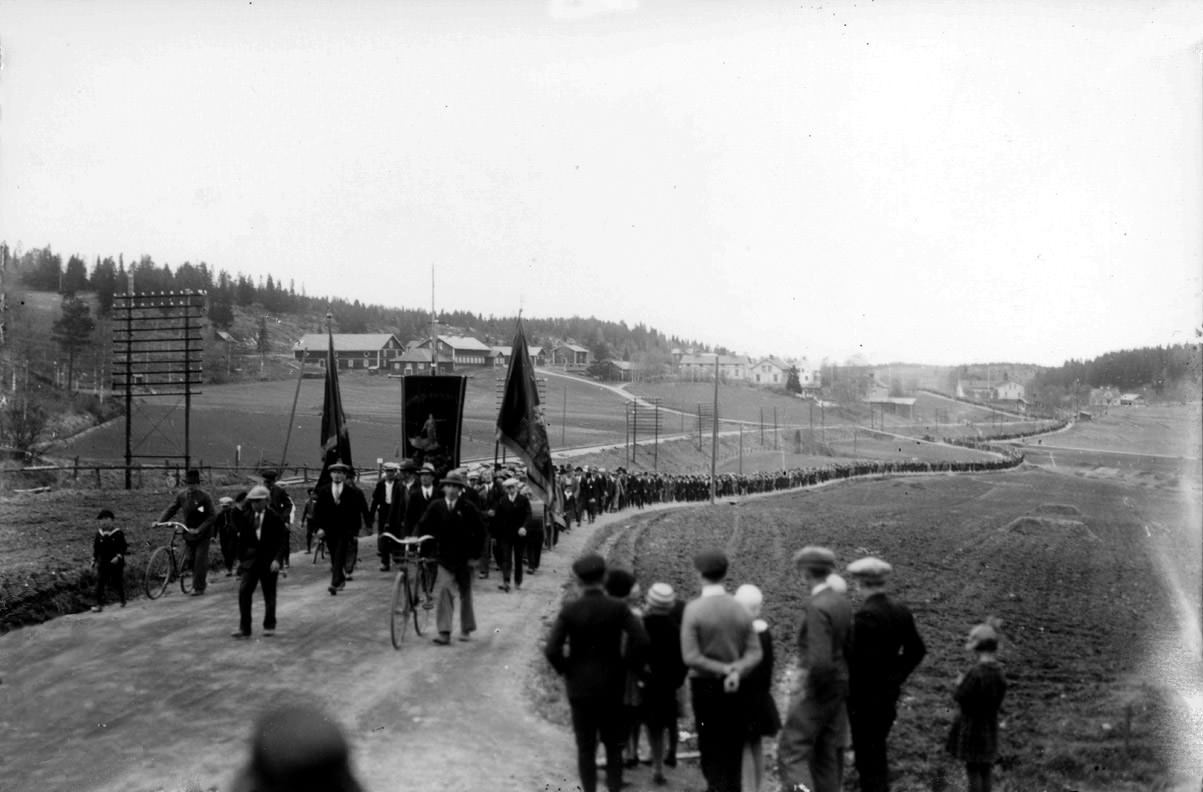
Demonstrationszug in Ådalen kurz bevor das Militär das Feuer eröffnet

Die Schüsse von Ådalen (schwedisch: Skotten i Ådalen; auch unter Ådalshändelserna, deutsch: die Vorfälle von Ådalen, oder Ådalen 31 bekannt) fielen am 14. Mai 1931 bei einer Demonstration streikender Arbeiter im gleichnamigen nordschwedischen Tal in der Gemeinde Kramfors. Fünf Personen wurden vom Militär getötet. Der Vorfall hatte zunächst polarisierende Wirkung, spielte letztlich aber eine große Rolle für die friedliche Entwicklung der schwedischen Gesellschaft in den 1930er-Jahren. Der Vorfall wurde 1969 durch Bo Widerberg unter dem Titel Adalen 31 verfilmt.

## Vorgeschichte
Im Zusammenhang mit der Weltwirtschaftskrise existierte schon seit dem Sommer 1930 ein Konflikt um Lohnsenkungen in der Sulfatfabrik der Firma Marma-Långrör AB. Die Firma hatte in ihrem Werk nahe dem Ort Marmaverken in Hälsingland Streikbrecher angestellt. Zu Beginn der Schiffbarkeit der nordschwedischen Seen im Frühjahr 1931 wurden diese und einige andere Fabriken von streikenden Arbeitern blockiert. Die Unternehmerseite blieb allerdings hart. Es kam zu Sympathiestreiks, unter anderem im Graningekonzern, in dessen Sulfat- und Sulfitfabriken in Sandviken und Utansjö. Der Besitzer des Konzerns Gerhard Versteegh heuerte daraufhin etwa 60 Streikbrecher an, darunter auch Studenten. Die Ankunft der Streikbrecher am 13. Mai 1931 erweckte im Tal enormen Unmut. Die streikenden Arbeiter sammelten sich in Kramfors und zogen später nach Sandviken. Dort waren Streikbrecher mit der Beladung eines Fahrzeugs der Firma Graningverkens AB beschäftigt. Die Demonstranten drangen ins Fabrikgelände ein. Es kam zu Misshandlungen.
Das konservative Svenska Dagbladet vom 15. Mai 1931 berichtete, es habe in den letzten Tagen im genannten Tal „eine wahre Pöbelherrschaft Platz gegriffen“, nicht zuletzt wegen kommunistischer Aufwiegelung. Die Behörden seien praktisch machtlos gewesen, die Misshandlungen Arbeitswilliger hintanzuhalten. Arbeitswillige seien gezwungen worden, dem kommunistischen Demonstrationszug mit gebundenen Händen vorauszumarschieren. Die Polizei habe ohnmächtig zusehen müssen.

## Die Schüsse
In der Folge des genannten Zwischenfalls wurde Militär aus Sollefteå angefordert: 60 Mann Infanterie und ein Trupp Berittene unter dem Befehl von Hauptmann Nils Mesterton. Der Aufbruch des Militärs wurde von Krawallen und Steinwürfen begleitet, in dem Ort Sprängsviken ebenso wie in Lunde. Die Soldaten antworteten mit ungezielten Schüssen und Rauchgranaten.
Am 14. Mai hielt der Transportarbeiterverband im Volksheim von Frånö eine Protestversammlung gegen die Streikbrecher ab, in Anwesenheit mehrerer Gewerkschaftsvertreter des Tals. Es kam zum Beschluss einer allgemeinen Arbeitsniederlegung in den Sägewerken und Papierfabriken des Åtals. Unterdessen hatten sich 3000 bis 4000 Menschen vor dem Volksheim gesammelt. Der Demonstrationszug enthielt auch Fahnen von Organisationen, die der Sozialdemokratie angehörten. Zehn Soldaten und 20 Pferde waren bereits durch Steinwürfe verletzt. Das Aufruhrgesetz war dreimal verlesen worden.
Als der Demonstrationszug in Lunde ankam und die Protestierenden weniger als 100 Meter von der Baracke der Streikbrecher entfernt waren, befahl Mesterton zu feuern. Zunächst sollten Schüsse in den Boden abgegeben werden. Es wurden aber zehn Personen getroffen, fünf davon starben. Getötet wurden die Arbeiter Erik Bergström, Evert Nygren, Sture Larsson und Viktor Eriksson und die Arbeiterin Eira Söderberg. Andere Darstellungen betonen den ungeplanten, ja chaotischen Ablauf der Demonstration. Am 15. Mai 1931 wurde das Militär abgezogen.

## Folgen
Infolge des Zwischenfalls kam es zu Umbesetzungen auf Beamtenebene, zu milden Disziplinarstrafen gegen einige Militärangehörige und zur Einberufung einer Untersuchungskommission, die aber zu keinen klaren Ergebnissen kam, außer dass in solchen Fällen Polizei- und nicht Militärgewalt zur Aufrechterhaltung der öffentlichen Ordnung sinnvoller wäre. Als Verantwortliche des Aufruhrs in Sandviken wurden angeklagt und verurteilt: A. Nordström (2½ Jahre Zwangsarbeit), H. Sjödin (8 Monate), Gusten Forsman (4 Monate), J. E. Törnkvist (2 Monate auf Bewährung). Die Angehörigen der Opfer erhielten keine Entschädigung.
Einer der Verletzten von Ådalen, Oscar Berggren, wurde zu einem Kuraufenthalt in die Sowjetunion eingeladen. In Stockholm kam es am 19. Mai 1931 zu Unruhen im Zusammenhang mit einer kommunistischen Demonstration, die auch Spruchbänder wie „Nieder mit der Mörderregierung!“ aufwies. Unter den Verhafteten befanden sich zwei Repräsentanten der Komintern. Der damalige Parteivorsitzende der schwedischen Sozialdemokratie Per Albin Hansson nahm die Unruhen zum Anlass, eine straffe Führung der Partei unter Ausgrenzung und Kontrolle linksradikaler Elemente zu forcieren.